# Takasago (croiseur)
Pour les articles homonymes, voir Takasago.
Le Takasago est un croiseur protégé unique de 2e classe, construit au chantier naval Armstrong Whitworth au Royaume-Uni pour la Marine impériale japonaise.
Il porte le nom de la ville Takasago de la Préfecture de Hyōgo à Kōbe.

## Conception

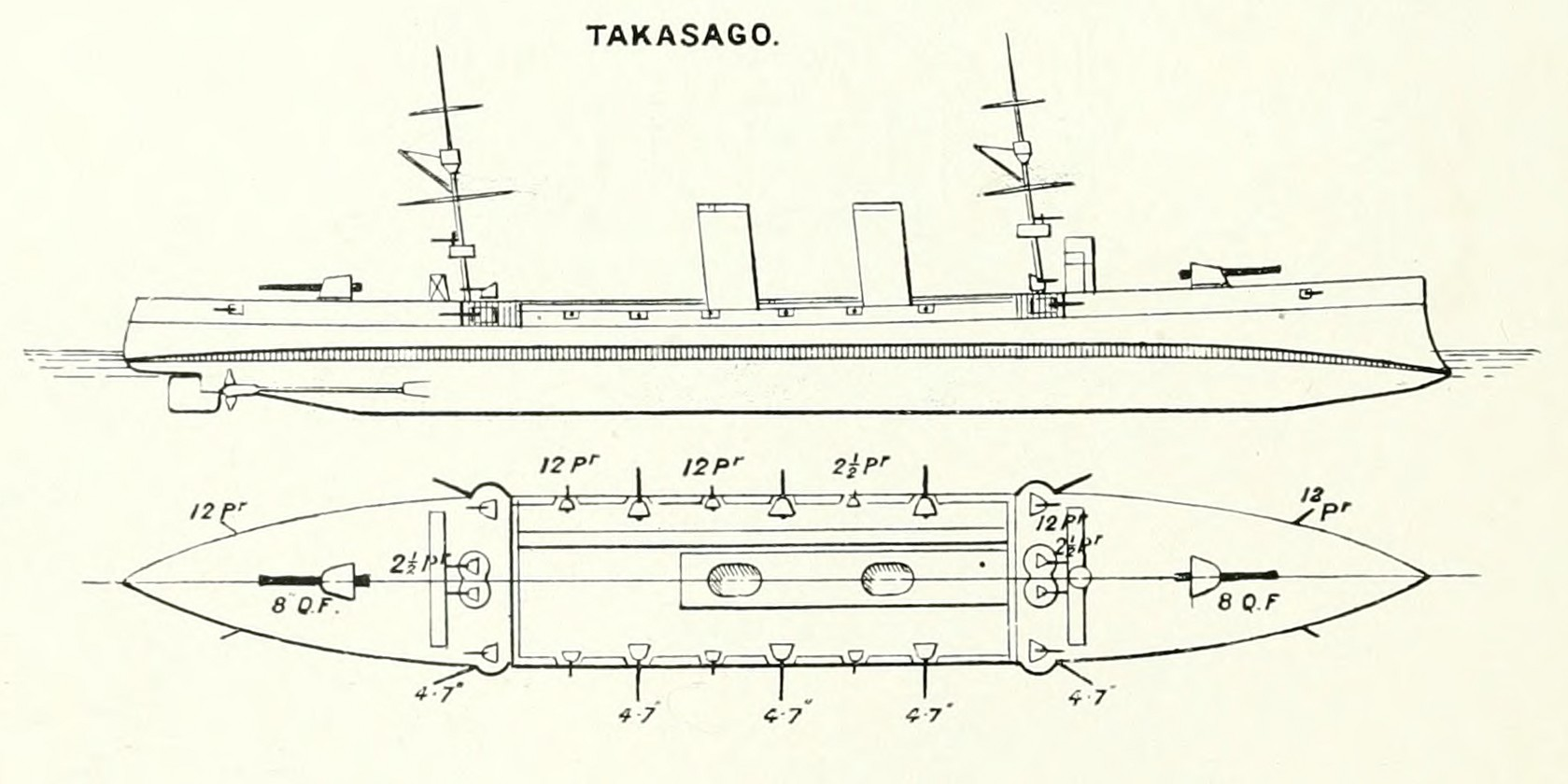
Diagramme du Takasago - doc. navals Brassey's 1902

Le Takasago bénéficie d'une conception améliorée issue de la construction du croiseur argentin 25 de Mayo dessiné par Sir Philip Watts, architecte naval, également concepteur de l’Izumi et de la classe Naniwa.
On considère aussi le Yoshino comme son sister-ship en raison de leur similitude en armement et vélocité.

## Histoire
Le 7 avril 1902, le Takasago et l’Asama sont envoyés en Grande-Bretagne dans le cadre de la représentation japonaise à la cérémonie de couronnement du roi Édouard VII, et de la célébration de l'alliance anglo-japonaise. Après avoir visité de nombreux ports européens, les navires retournent au Japon le 28 novembre 1902, après un périple de 24 718 milles nautiques.
Avec le début de la guerre russo-japonaise de 1904-1905, le Takasago participe à la bataille navale de Port-Arthur. Il est connu pour avoir capturé le navire marchand russe Mandchouria (qui a été rebaptisé Kanto à sa mise en service comme transport naval japonais).
Le Takasago heurte une mine et coule au large de Port-Arthur (38° 10′ N, 121° 15′ E) le 13 décembre 1904, entrainant la mort de 273 officiers et hommes d'équipage.